# Euphrasia salisburgensis
Eufrasia di Salisburgo (nome scientifico Euphrasia salisburgensis Funck ex Hoppe, 1794) è una piccola pianta erbacea montana, appartenente alla famiglia delle Orobanchaceae.

## Etimologia
Il nome generico (Euphrasia) venne introdotto nella classificazione scientifica delle piante da Linneo nel 1735 ed è derivato da una parola greca "εuφροσύνη" (= gioia, allegria, diletto, ilarità). Qualche altro testo fa riferimento a una delle “tre Grazie” (celebrate nell'opera più conosciuta di Antonio Canova), chiamata appunto “Eufrosine”, figlia di Zeus. L'epiteto specifico (salisburgensis) deriva dalla città austriaca Salisburgo.
Il binomio scientifico attualmente accettato (Euphrasia salisburgensis) è stato proposto prima dal micologo, botanico e naturalista tedesco David Heinrich Hoppe (1760-1846) perfezionato successivamente dal farmacista e biologo germanico Heinrich Christian Funck (1771-1839) nella pubblicazione ""Botanisches Taschenbuch fur die Anfanger dieser Wissenschaft und der Apothekerkunst - 190. 1794" del 1794.

## Descrizione

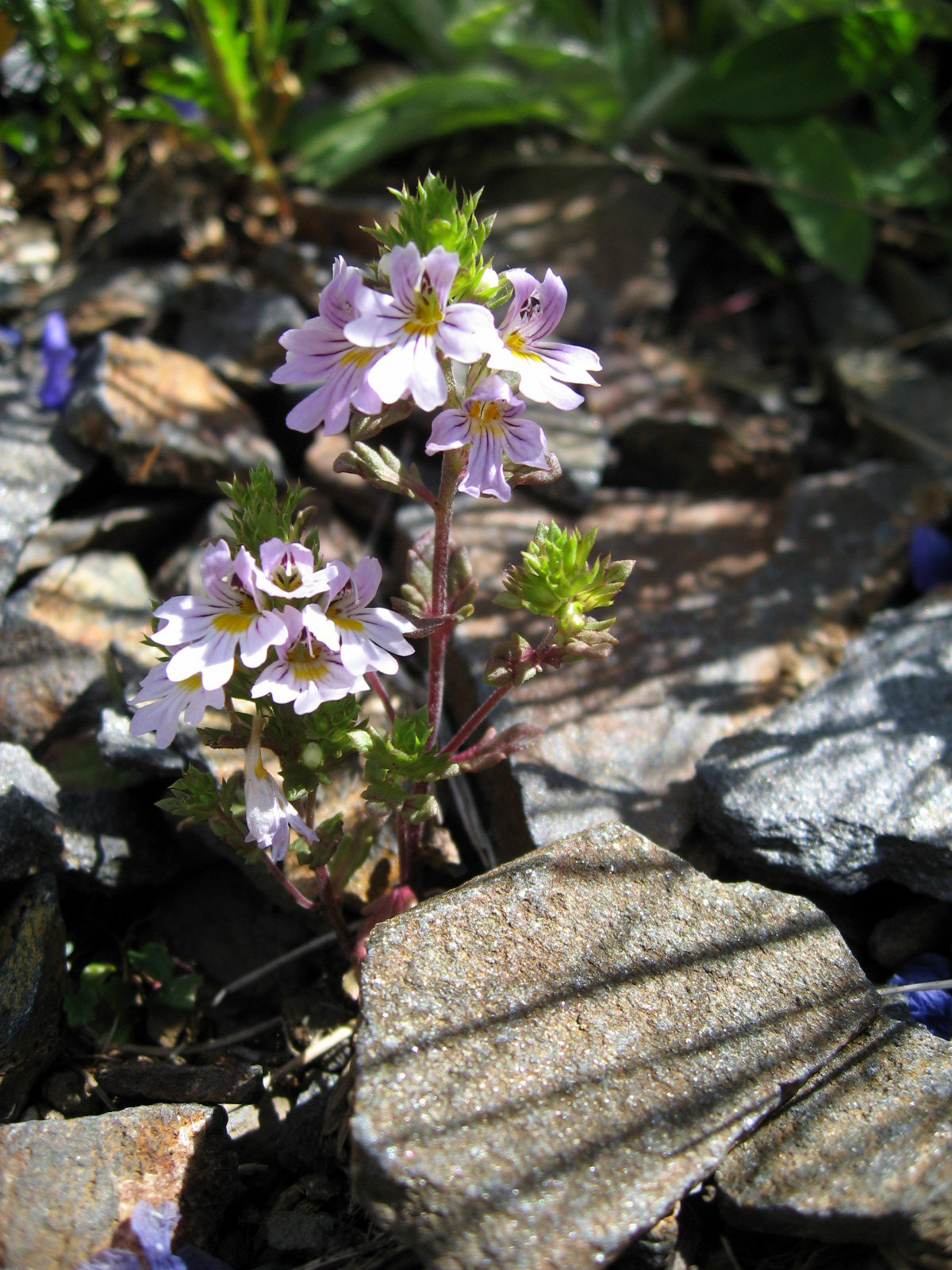
Habitat e habitus

Sono delle piante “emiparassita” : vivono sulle radici di altre piante per prelevare acqua e sali minerali, mentre sono capaci di svolgere la funzione clorofilliana (al contrario delle piante “parassite assolute”). Il portamento è eretto e comunque con minime altezze: 5 – 30 cm. La forma biologica è terofita scaposa (T scap), ossia sono piante erbacee che differiscono dalle altre forme biologiche poiché, essendo annuali, superano la stagione avversa sotto forma di seme, sono inoltre munite di asse fiorale eretto con poche foglie. La superficie di queste piante può essere pubescente oppure glabra.

### Radici
La radice è piccola e legnosa.

### Fusto
Il fusto è eretto e variamente ramoso.

### Foglie
Questa pianta è provvista sia di foglie che di brattee, entrambe molto simili. Le foglie sono sessili e sono disposte in modo alternato nella parte basale, e in modo opposto nei pressi dell'infiorescenza. Le foglie hanno delle forme da ovate a oblunghe con apici poco acuti. Le brattee hanno invece apici più acuti. I lati sono provvisti di 3 - 5 dentelli acuti, spesso mucronati e lunghi 1,5 - 2,5 mm. La pagina inferiore è percorsa da grossolane nervature. Entrambe le pagine sono verdi, quindi svolgono la normale funzione clorofilliana. Nelle brattee il rapporto lunghezza/larghezza è 2-3 (il più basso della sezione Angustifoliae). Dimensione delle brattee: larghezza 2 – 4 mm; lunghezza 6 – 10 mm.

### Infiorescenza

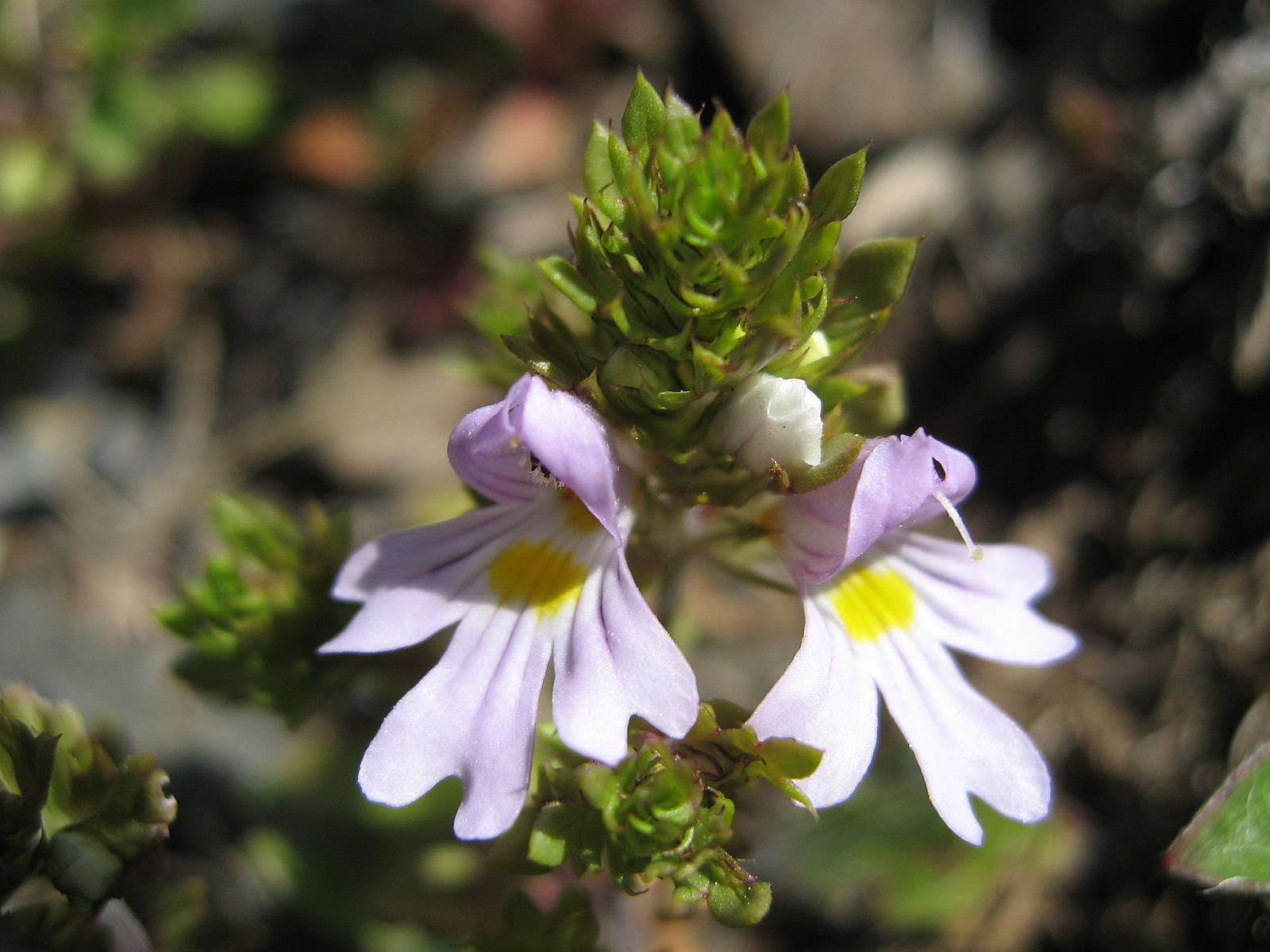
Infiorescenza

L'infiorescenza è formata da fogliose spighe terminali di pochi fiori. Questi sono disposti in modo sessile all'ascella delle brattee.

### Fiore
I fiori sono ermafroditi, zigomorfi e tetraciclici (con i quattro verticilli fondamentali delle Angiosperme: calice – corolla – androceo – gineceo).
- Formula fiorale: per questa pianta viene indicata la seguente formula fiorale:

X, K (4), [C (2+3), A 2+2], G (2), (supero), capsula
- Calice: il calice, gamosepalo, ha quattro denti (tetramero); la forma è tubulosa-campanulata. Lunghezza del calice: 4 - 6,5 mm.
- Corolla: la corolla, pentamera (a cinque lobi), simpetala, è bilabiata; il labbro superiore ha una forma che ricorda un elmo squadrato dal bordo smarginato o anche bilobo con un orlo rovesciato all'indietro; il labbro inferiore è a tre lobi anch'essi con i bordi smarginati e a loro volta divisi in due lobi. La corolla è priva di sperone, sacco o gozzo. I due labbri formano un angolo retto, e quello inferiore è più dilatato. Il colore dei labbri è lillacino-porporino con striature longitudinali violacee e una macchia chiara o gialla al centro della corolla. Lunghezza della corolla : 4 – 8 mm.
- Androceo: gli stami sono quattro didinami (2 lunghi più 2 brevi); sono inseriti nel tubo corollino, in particolare ascendono sotto il labbro superiore della corolla. Le antere sono conniventi ed hanno una loggia portante un cornetto allungato. Le sacche polliniche hanno l'estremità inferiore a forma di freccia[9],
- Gineceo: i carpelli sono due e formano un ovario supero biloculare (derivato dai due carpelli iniziali). Lo stilo è unico lievemente più lungo degli stami ed è inserito all'apice dell'ovario; lo stimma è capitato.
- Fioritura: da giugno a ottobre.

### Frutti
Il frutto è del tipo a capsula deiscente. La forma è oblunga, cavato-compressa e contiene diversi piccoli semi striati. La capsula non è cigliata al margine e la lunghezza è come quella del calice o poco più lunga. Lunghezza della capsula : 4,5 – 7 mm.

## Riproduzione
- Impollinazione: l'impollinazione avviene tramite insetti (impollinazione entomogama).
- Riproduzione: la fecondazione avviene fondamentalmente tramite l'impollinazione dei fiori (vedi sopra).
- Dispersione: i semi cadendo a terra sono successivamente dispersi soprattutto da insetti tipo formiche (disseminazione mirmecoria).

## Distribuzione e habitat

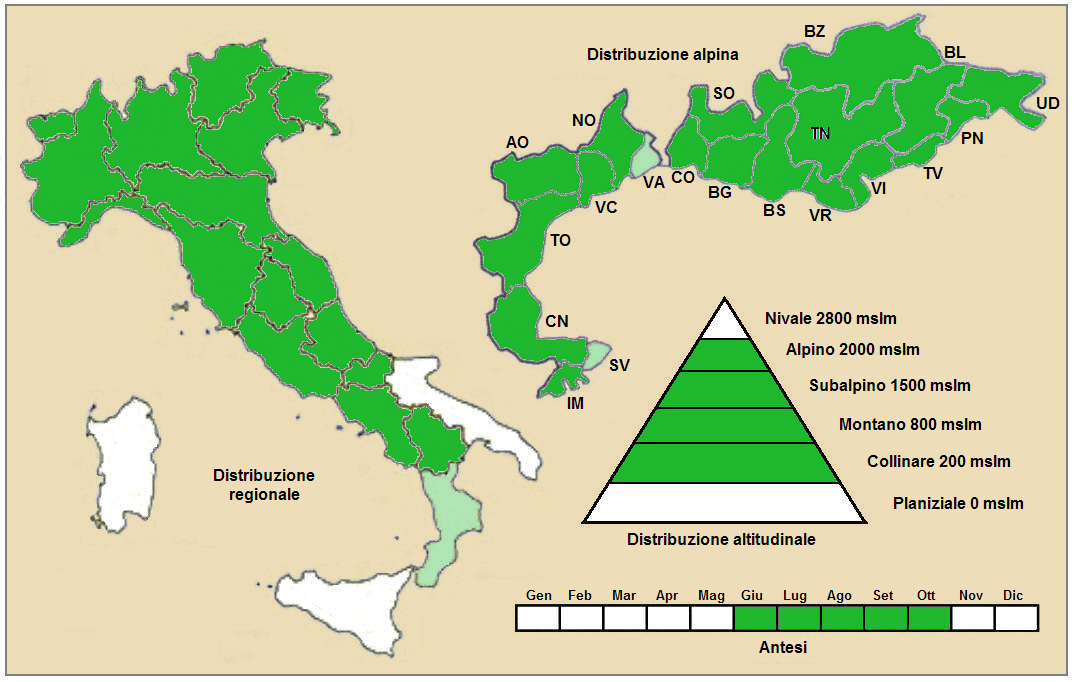
Distribuzione della pianta
(Distribuzione regionale – Distribuzione alpina)

- Geoelemento: il tipo corologico (area di origine) è Orofita - Sud Est Europeo.
- Distribuzione: in Italia questa specie si trova comunemente al Nord, al Centro e al Sud è rara. Inoltre è comune su tutte le Alpi e si trova anche sugli altri rilievi europei collegati alle Alpi (Foresta Nera, Vosgi, Massiccio del Giura, Massiccio Centrale, Pirenei, Alpi Dinariche, Monti Balcani e Carpazi).[11] Nel resto dell'Europa si trova dalla Spagna alla Scandinavia e dalla Gran Bretagna alla Grecia (è presente anche nell'Anatolia)[12]
- Habitat: l'habitat tipico per queste piante sono i prati aridi montani (anche rocciosi). Il substrato preferito è calcareo ma anche calcareo/siliceo con pH basico, bassi valori nutrizionali del terreno che deve essere secco.
- Distribuzione altitudinale: sui rilievi queste piante si possono trovare da 600 fino a 1000 m s.l.m. e oltre; frequentano quindi i seguenti piani vegetazionali: collinare, montano, subalpino e in parte quello alpino.

### Fitosociologia
Dal punto di vista fitosociologico la specie di questa scheda appartiene alla seguente comunità vegetale:
Formazione : Comunità delle praterie rase dei piani subalpino e alpino con dominanza di emicriptofite
Classe : Elyno-Seslerietea variae.

## Tassonomia
La famiglia di appartenenza della specie (Orobanchaceae) comprende soprattutto piante erbacee perenni e annuali semiparassite (ossia contengono ancora clorofilla a parte qualche genere completamente parassita) con uno o più austori connessi alle radici ospiti. È una famiglia abbastanza numerosa con circa 60 - 90 generi e oltre 1700 - 2000 specie (il numero dei generi e delle specie dipende dai vari metodi di classificazione) distribuiti in tutti i continenti. Il genere Euphrasia è distribuito in Europa, Asia settentrionale e Nord America; le sue specie preferiscono climi freddi e temperati delle regioni extratropicali. Comprende circa 170 -350 specie di cui almeno 18 sono presenti nella flora spontanea italiana.

### Filogenesi
La classificazione tassonomica della euphrasia di Salisburgo è in via di definizione in quanto fino a poco tempo fa il suo genere apparteneva alla famiglia delle Scrophulariaceae (secondo la classificazione ormai classica di Cronquist), mentre ora con i nuovi sistemi di classificazione filogenetica (classificazione APG) è stata assegnata alla famiglia delle Orobanchaceae (anche i livelli superiori sono cambiati - vedi box tassonomico a destra).

La famiglia Orobanchaceae in base agli ultimi studi di tipo filogenetico è monofiletica e viene divisa in 8 gruppi (tra tribù e generi isolati). Il genere Euphrasia appartiene alla tribù Rhinantheae Lamarck & de Candolle (con 18 generi totali e 540 specie) insieme ad altri due generi importanti: Bartsia e Rhinanthus.
Sandro Pignatti nella sua “Flora d'Italia” divide il genere in due “gruppi”: sezione CILIATAE con capsula cigliata al margine; e sezione ANGUSTIFOLIAE con capsula glabra. Euphrasia salisburgensis appartiene al secondo gruppo insieme alle altre seguenti specie spontanee del territorio italiano:
- Euphrasia cuspidata Host - Eufrasia cuspidata;
- Euphrasia illyrica Wettst. - Eufrasia d'Illiria;
- Euphrasia dinarica (Beck) Murb. - Eufrasia dell'Italia;
- Euphrasia portae Wettst. - Eufrasia di Porta;
- Euphrasia marchesettii Marches. - Eufrasia di Marchesetti.

Quasi tutte queste specie sono distribuite nel Nord Italia, soprattutto sono riunite nella zona alpina e facilmente si creano degli ibridi; oltre a questo sono piante molto simili, per cui a volte risulta difficile la distinzione tra una specie e l'altra.
Il numero cromosomico di E. salisburgensis è: 2n = 44 - 48.

### Variabilità
E. salisburgensis è una specie molto variabile nelle dimensioni e nella forma delle ramificazioni (gli esemplari a quote più basse sono più ramificati di quelli a quote alpine più alte). È più costante invece nella forma delle brattee e nella dimensione della corolla.

### Sinonimi
Questa entità ha avuto nel tempo diverse nomenclature. L'elenco seguente indica alcuni tra i sinonimi più frequenti:
- Euphrasia carpatica Zapalł.
- Euphrasia lapponica  T. C. E. Fr.
- Euphrasia marilaunica  A. Kern.
- Euphrasia nivalis  Beck
- Euphrasia salisburgensis Funck subsp. salisburgensis
- Euphrasia salisburgensis var. hibernica  Pugsley
- Euphrasia salisburgensis var. salisburgenis
- Euphrasia salisburgensis var. schoenicola  Yeo

### Specie simili

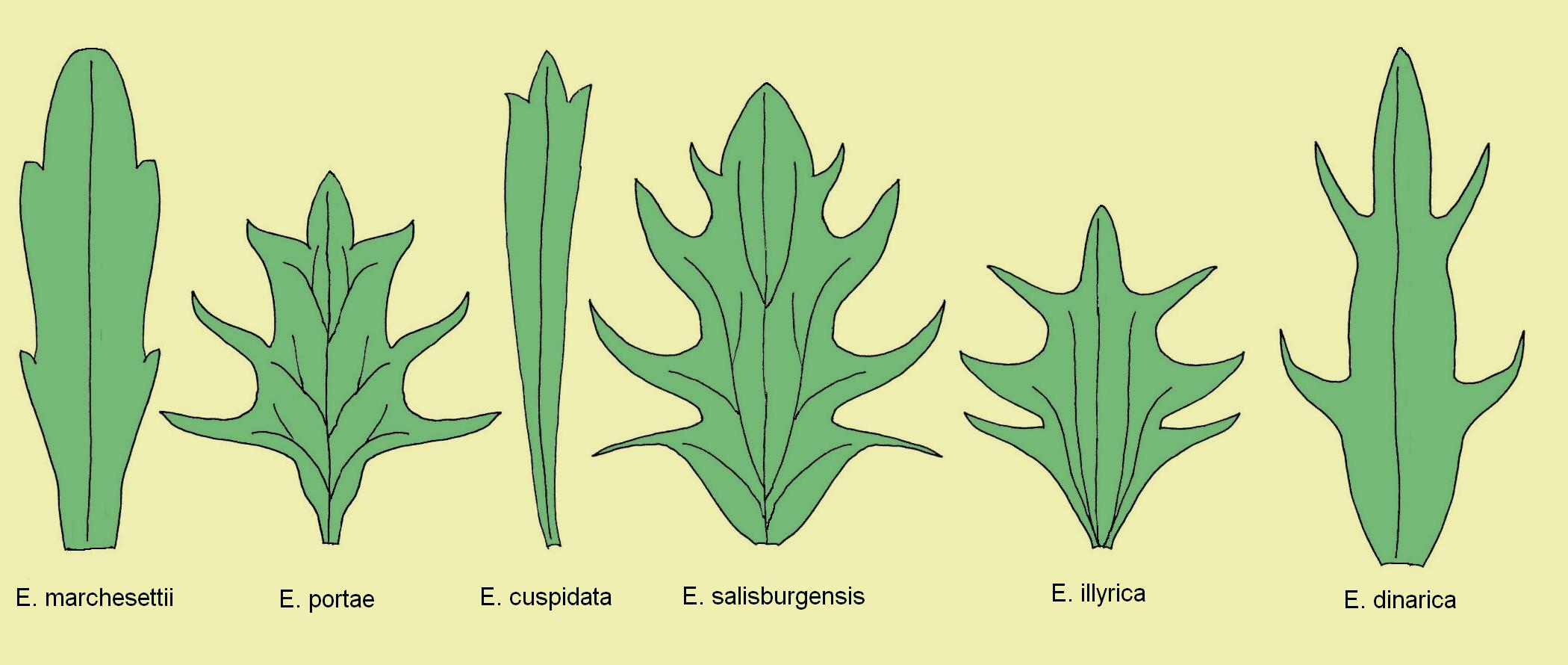
Foglie di alcune specie della sezione Angustifoliae

La forma della corolla (labiata) del fiore avvicina la pianta di questa voce ai generi della famiglia delle Lamiaceae che tuttavia si distinguono in quanto il calice delle Lamiaceae è a cinque denti (pentamero) e il frutto è un tetrachenio.

Nell'ambito dello stesso genere una specie molto vicina è l'Euphrasia illiryca Wettst. (Eufrasia d'Illiria). Quest'ultimo fiore si distingue comunque per la lunghezza maggiore dei dentelli delle foglie (2 - 4,5 mm) e per la capsula più piccola del calice che comunque è più lungo (6 - 8 mm). Le differenze tra la varie specie di Euphrasia sono estremamente deboli anche a causa della variabilità di questo genere. Anche le foglie, in genere, sono soggette a varietà morfologiche, tuttavia hanno dei caratteri abbastanza specifici per cui possono essere utili per distinguere una specie dall'altra. Il disegno, a lato (tratto da Pignatti), mostra la forma delle foglie di alcune specie della sezione Angustifoliae.

## Usi

### Farmacia
Le proprietà farmacologiche di queste piante (derivate soprattutto dalla medicina popolare antica) sono molto simili a quelle di altre specie dello stesso genere Euphrasia. Il nome di Euphrasia officinalis dato inizialmente da Linneo sembra sia in realtà un nome collettivo di varie specie affini e poco distinguibili (attualmente è considerata una denominazione ambigua). In effetti la variabilità delle specie del genere Euphrasia è molto marcata creando non poche difficoltà ai vari botanici intenti a dividere tassonomicamente le varie specie.

Per questa specie quindi sono indicate fin dai tempi antichi le seguenti proprietà curative: tonica (rafforza l'organismo in generale), digestiva, astringente (limita la secrezione dei liquidi), diuretiche (facilita il rilascio dell'urina) e vulneraria (guarisce le ferite).

## Altre notizie
L'eufrasia di Salisburgo in altre lingue è chiamata nei seguenti modi:
- (DE)  Salzburger Augentrost
- (FR)  Euphraise de Salzbourg
- (EN)  Irish Eyebright